# Ain't But the One Way
Ain't But the One Way är det elfte och sista albumet av Sly and the Family Stone, släppt av Warner Bros. 1983. Albumet spelades in som ett samarbete mellan Sly Stone och George Clinton som en fortsättning av det samarbete som inleddes dememellan i  funkgruppen Funkadelic, på albumet The Electric Spanking of War Babies. Under inspelningarna av Ain't But the One Way hamnade Clintons grupp Funkadelic i tvist med skivbolaget, Warner Bros, som slutade med att Clinton helt lämnade Warner Bros. Samtidigt drog sig Sly Stone tillbaka och kunde inte slutföra albumet. Istället blev det producenten Stewart Levine som fick i uppgift att avsluta projektet och han gjorde vad han kunde för att få fram albumet. När albumet släpptes, 1983, markerade det slutpunkten Sly Stones karriär på Warner Bros.
Både Ain't But the One Way och dess föregångare, Back on the Right Track, ingick i en samlingsbox kallad Who in the Funk Do You Think You Are: The Warner Bros. Recordings, släppt av Rhino Records 1994.

## Låtlista

### Sida 1
1. "L.O.V.I.N.U."
2. "One Way"
3. "Ha Ha, Hee Hee"
4. "Hobo Ken"

### Sida 2
1. "Who in the Funk Do You Think You Are"
2. "You Really Got Me"
3. "Sylvester"
4. "We Can Do It"
5. "High, Y'all"